# Кларінда Сінніґе
Кларінда Сінніґе (нід. Clarinda Sinnige, 14 січня 1973) — нідерландська хокеїстка на траві.
Срібна призерка Олімпійських Ігор 2004 року, бронзова призерка 2000 року.
Чемпіонка Європи 1999 року.
Переможниця Трофею чемпіонів 2000 року, срібна призерка 1999, 2001 років, бронзова призерка 2002, 2003 років.
Срібна призерка Чемпіонату світу з хокею на траві серед жінок 1998, 2002 років.